# The Rolling Stones 3rd European Tour 1965
The Rolling Stones 3rd European Tour es una gira de conciertos musicales que la banda realizó por cinco países europeos. Comenzó el 15 de junio de 1965 y finalizó el 29 de junio de 1965, en el que se realizaron 15 shows.

## Miembros de la banda
- Mick Jagger voz, armónica
- Keith Richards guitarra, voz
- Brian Jones guitarra
- Bill Wyman bajo
- Charlie Watts batería

## Fechas de la gira
- 15/06/1965  Odeon Theatre, Glasgow
- 16/06/1965  Usher Hall, Edimburgo
- 17/06/1965  Capitol Theatre, Aberdeen
- 18/06/1965  Caird Hall, Dundee
- 24/06/1965  Messehallen, Oslo
- 25/06/1965  Yyteri Beach, Pori
- 26/06/1965  Falkoner Centret, A Hall, Copenhague
- 29/06/1965  Baltiska Hallen, Malmö

- Datos: Q11704428